# Pegasus Mountains
Pegasus Mountains är ett berg i Antarktis. Det ligger i Västantarktis. Argentina, Chile och Storbritannien gör anspråk på området. Toppen på Pegasus Mountains är 508 meter över havet.
Terrängen runt Pegasus Mountains är huvudsakligen kuperad, men den allra närmaste omgivningen är platt. Terrängen runt Pegasus Mountains sluttar västerut. Trakten är obefolkad. Det finns inga samhällen i närheten.